# Дамба Итежи-Тежи
Дамба Итежи-Тежи — плотина на реке Кафуэ в западно-центральной Замбии, была построена в период с 1974 по 1977 год. Имеет высоту 62 м, длину 1800 м и площадь водохранилища 390 км ². При плотине действует гидроэлектростанция мощностью 120 МВт.
Первоначальной целью плотины был сбор воды для работы ГЭС, расположенной в 260 км ниже по течению. Кафуэ, как и многие другие реки в юго-центральной части Африки, имеет высокие сезонные колебания, они переполнены в сезон дождей и крайне маловодны в сухой сезон.